# Kjartan Finnbogason
Kjartan Henry Finnbogason (født 9. juli 1986 i Reykjavík) er en islandsk fodboldspiller, der spiller som angriber for 1. divisionsklubben Vejle Boldklub.

## Karriere

### KR Reykjavik
Finnbogason skrev i 2010 under på en kontrakt med KR Reykjavik.

### AC Horsens
AC Horsens hentede Finnbogason den 1. september 2014 hos de forsvarende islandske mestre KR Reykjavik. Finnbogason skrev under på en kontrakt gældende frem til sommeren 2016.
Den 17. maj 2016 blev det offentliggjort, at parterne havde forlænget kontrakten frem til juni 2018.

### Vejle Boldklub
Den 20. januar 2019 skiftede Finnbogason til Vejle Boldklub. Han skrev under på en kontrakt gældende frem til 31. december 2019.